# PF4V1
PF4V1 (англ. Platelet factor 4 variant 1) – білок, який кодується однойменним геном, розташованим у людей на 4-й хромосомі. Довжина поліпептидного ланцюга білка становить 104 амінокислот, а молекулярна маса — 11 553.
| 10         |  | 20         |  | 30         |  | 40         |  | 50         |
| ---------- |  | ---------- |  | ---------- |  | ---------- |  | ---------- |
| MSSAARSRLT |  | RATRQEMLFL |  | ALLLLPVVVA |  | FARAEAEEDG |  | DLQCLCVKTT |
| SQVRPRHITS |  | LEVIKAGPHC |  | PTAQLIATLK |  | NGRKICLDLQ |  | ALLYKKIIKE |
| HLES       |  |            |  |            |  |            |  |            |

A: Аланін

C: Цистеїн

D: Аспарагінова кислота

E: Глутамінова кислота

F: Фенілаланін

G: Гліцин

H: Гістидин

I: Ізолейцин

K: Лізин

L: Лейцин

M: Метіонін

N: Аспарагін

P: Пролін

Q: Глутамін

R: Аргінін

S: Серин

T: Треонін

V: Валін

Кодований геном білок за функцією належить до цитокінів. 
Білок має сайт для зв'язування з молекулою гепарину. 
Секретований назовні.